# Helmut Gekle
Helmut Gekle (* 10. Oktober 1959 in Knittelfeld, Steiermark) ist ein österreichischer Autor.

## Leben
Gekle verbrachte die Kindheit in seinem Geburtsort Knittelfeld, 1980 übersiedelte er nach Graz. Im Jahr 2003 wechselte er nach Eisenstadt, seit 2006 lebt er in Trausdorf an der Wulka im Burgenland.
Er war bis 1989 Offizier auf Zeit, unter anderem schrieb er dabei für Truppenzeitungen und Vereinszeitungen. Anschließend war er Pressereferent der Universität Graz und Chef vom Dienst des Wissenschaftsmagazins „UNIZEIT“ sowie des Kommunikationsjournals „ESPRESSO“. In den Jahren 1995 bis 2000 hatte Gekle mehrere Auslandseinsätze für das Bundesheer und war Chefredakteur der Truppenzeitung „AUSBATT-Splitter“. Dezember 2002 wurde er Leiter der Abteilung „Betreuung & Öffentlichkeitsarbeit“ im Austria Armed Forces International Centre in Götzendorf an der Leitha.
Für seine Tätigkeit als Kurator für Kunstveranstaltungen für das Österreichische Bundesheer erhielt er im Jahre 2010 das Silberne Ehrenzeichen für Verdienste um die Republik Österreich.

## Werke
- Im Zeichen des Roten Hahns / - Graz : Vehling, 2004, ISBN 978-3-85333-107-1
- Veit / - Graz : Vehling, 2005 ISBN 3-85333-111-4
- Bertl / - Graz : Vehling, 2005, ISBN 3-85333-109-2
- Der Bertl-Veit / - Graz : Vehling, 2006, ISBN 3-85333-127-0
- Brandlinger / - Graz : Vehling, 2007 ISBN 978-3-85333-136-1
- Zwerschina / - Graz : Vehling, 2008
- Haydnkopf / - Graz : Vehling, 2008, ISBN 978-3-85333-155-2
- Schädelschuss / - Graz : Vehling, 2010, ISBN 978-3-85333-176-7
- Der Ortskaiser / Graz : Vehling 2010, ISBN 978-3-85333-189-7
- Sauaustreiben / Graz : Vehling 2011, ISBN 978-3-85333-201-6
- Afrikamann / Graz : Vehling 2014, ISBN 978-3-85333-250-4
- Aufg'mischt / Graz : Vehling  2015 ISBN 978-3-85333-262-7